# Lagayan
Lagayan (Bayan ng Lagayan, Abra) är en kommun i Filippinerna. Kommunen ligger på ön Luzon, och tillhör provinsen Abra. Folkmängden uppgår till 4 134 invånare.
Lagayan är indelat i 6 barangayer.